# Rifargia occulta
Rifargia occulta är en fjärilsart som beskrevs av William Schaus 1906. Rifargia occulta ingår i släktet Rifargia och familjen tandspinnare. Inga underarter finns listade.